# Térès Ier
Térès Ier (ou Tyres) est un prince thrace de la première moitié du Ve siècle av. J.-C. et le premier roi des Odryses, d'environ 490 à 450 av. J.-C., selon les sources (Mladjov et Babelon font terminer son règne autour de 450, Christópoulos et Peter le date du milieu du Ve siècle av. J.-C. et Topalov de 490 à 464).

## Biographie
Le Royaume des Odryses est le premier royaume thrace qui prend le pouvoir dans la région, par l'unification de plusieurs cités-états sous un seul et unique souverain, le roi Térès Ier. Au début, cet état ne s'étend que sur la Thrace orientale et les régions du Nord, jusqu'à l'embouchure du Danube. Térès est reconnu pour ses capacités militaires, et passe une grande partie de sa vie sur les champs de bataille.
Vers 450 av. J.-C., il meurt au cours d'une de ses nombreuses campagnes militaires. Il serait mort à l'âge avancé de 92 ans. Il est remplacé par son fils cadet, Sitalcès (père d'Amodocus Ier qui règne au début du Ve siècle av. J.-C.).

### Famille
Sparadocos, son fils aîné, est lui aussi donné prince des Odryses à partir d'environ 460 av. J.-C. Il est le père de Seuthès Ier. Il aurait au moins deux fils, Sitalcès et Sparadocos, qui auraient tous deux régné. Selon Hérodote, il a une fille qu'il marie à un roi Scythe.
Maesades, son dernier fils connu, règne en tant que paradynaste sur plusieurs cités du sud-est de la Thrace (les Melanditi, Thyni et les Tranipsi) à l'ouest de Byzance, mais il fut expulsé dans des circonstances obscures. Il est le père de Seuthès II.
Une fille qui épouse le Roi Scythe Ariapeithès.

## Sources partielles
- Félix Cary, Histoire des rois de Thrace et de ceux du Bosphore cimmérien, éd. Desaint et Saillant, 1752 [lire en ligne].
- (en) Ian Mladjov, de l'Université du Michigan, liste des rois odrysiens de Thrace.
- (en) Site hourmo.eu, collection of Greek Coins of Thrace, Index des rois (voir la page sur les références pour les auteurs cités).